# The Toxic Waltz
"The Toxic Waltz" pjesma je američkog thrash metal sastava Exodus koja se pojavljuje na trećem albumu sastava, Fabulous Disaster. Iako pjesma nikad nije objavljena kao singl, jedna je od najpopularnijih pjesama Exodusa te se od 1989. godine nalazi na redovnoj listi sviranja na koncertima.

## Pisanje i inspiracija
Tekst pjesme opisuje "akciju u brutalnom mosh pitu: krv na podu, metke u glavu i generalni kaos." Pjevač sastava Steve "Zetro" Souza rekao je 2014. godine u intervju sa Songfacts.com da je "The Toxic Waltz" napisan nakon što je gitarist Gary Holt došao na probu sastava te ga je tada zamolio ga da napiše pjesmu o tome "što obožavatelji rade na [njihovim] koncertima." Souza je izjavio:
»Dakle, te sam večeri bio kod kuće i vidio sam neku vrstu reklame. To je bilo tamo u 80-ima prije nego ih je bilo baš puno. Bila je o nekakvoj kompilaciji najboljih plesnih pjesama iz 50-ih i 60-ih, u kojoj su bile "The Twist", "The Mashed Potato", "The Watusi"... Sve što vam padne na pamet, bilo je u toj kompilaciji. Bilo koja pjesma koja ima svoj ples, bila je tamo. Pa sam pomislio "Oho, dobra ideja."«
»Tekst sam napisao kao parodiju i šalu. Nisam uopće mislio da ćemo ga koristiti. Ako pročitate tekst, nekako je smiješan. Mislim si, mi smo totalno brutalan thrash metal sastav, udaramo ti lice i silujemo i ubijamo tvoju ženu, i evo nas sada, pišemo parodiju o plesu iz 60-ih ili 50-ih.«
»Zatim je Gary pročitao tekst i bio je, kao, "Ovo je briljantno, čovječe." A ja sam rekao: "Nema šanse. Ako stavimo ovu na album, ubit će nas. Šališ se? Pokazivat će nam srednje prste."«

## Recenzije
Glazbeni video za "The Toxic Waltz" često se vrtio na MTV-evom Headbangers Ball. Snimljen je u Fillmoreu u San Franciscou, Kalifornija, režirao ga je Daniel P. Rodriguez, a producirao Brian Good za Antipodes Productions.
"The Toxic Waltz" obožavateljima je postao omiljena pjesma te je jedna od najpopularnijih pjesama na koncertima. Svirala se na skoro svakom koncertu Exodusa od prve izvedbe uživo 1989. godine.

## Zasluge
- Steve "Zetro" Souza – vokali
- Gary Holt – gitara
- Rick Hunolt – gitara
- Rob McKillop – bas-gitara
- Tom Hunting – bubnjevi